# Tablice rejestracyjne w Irlandii

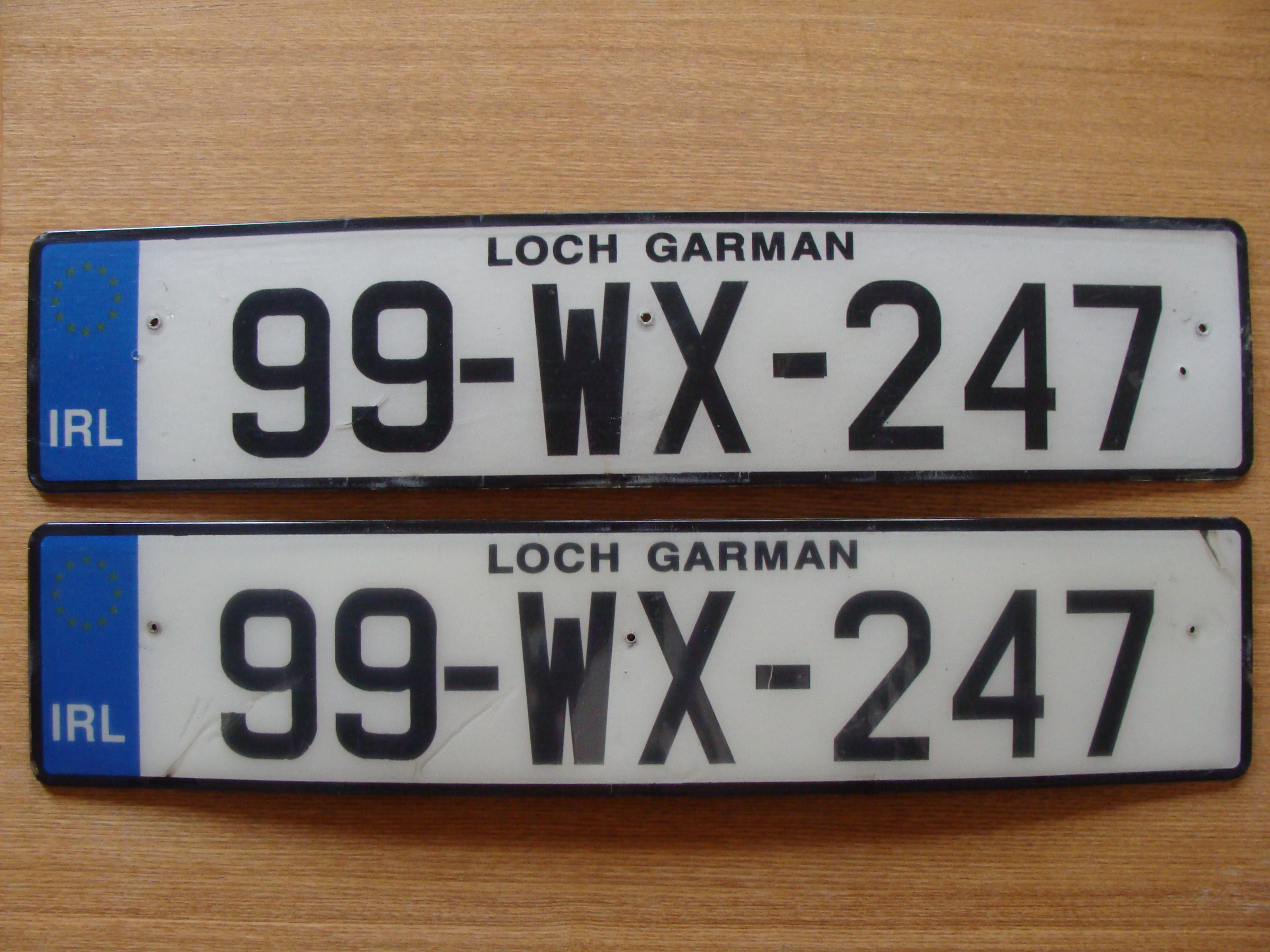
Tablice rejestracyjne pojazdu zarejestrowanego w Hrabstwie Wexford (irl. Loch Garman) w roku 1999

Obecnie używane irlandzkie tablice rejestracyjne zostały wprowadzone w roku 1987 i składają się z trzech grup znaków w kolejności: YY-CC-SSSSSS, gdzie:
- YY lub YYY - rok pierwszej rejestracji pojazdu, np. rok 2005, zastąpiony jest dwucyfrowym numerem 05; od 2013 roku po dwóch cyfrach oznaczających rok, dodaje się trzecią oznaczającą półrocze (styczeń - czerwiec 2013 to numer 131, a lipiec - grudzień 2013 - 132)[1]
- CC - kod pochodzący od anglojęzycznej nazwy hrabstwa (np. dla miasta Dublin jest to litera D, dla miasta Limerick jest to litera L, dla hrabstwa Limerick są to litery LK, dla hrabstwa Wicklow jest to WW);
- SSSSSS - kolejny numer pojazdu w danym roku w danym hrabstwie. Numer nie zawiera poprzedzających zer, więc możliwe jest uzyskanie numeru np. "01-KK-1"

Podobnie jak w większości krajów Unii Europejskiej, tablice są w kolorze białym (tło jest odblaskowe), a znaki na nich są czarne. Po lewej stronie tablicy rejestracyjnej, w niebieskim polu, znajduje się dwanaście gwiazd symbolizujących Unię Europejską oraz międzynarodowy skrót nazwy państwa - IRL. Dodatkowo, wzdłuż górnej krawędzi tablicy rejestracyjnej, znajduje się irlandzka nazwa hrabstwa (np. Chill Mhantáin dla rejestracji z kodem WW - Wicklow). Unifikacja fontu znaków nie jest jednoznaczna, co powoduje, że nie są one jednolite na poszczególnych tablicach. Prawo irlandzkie stanowi jedynie o znakach nie wyższych niż 70mm i nie szerszych niż 36 mm. Odstęp między znakami na rejestracji zawiera się między 13 mm a 22 mm, odstęp znaku od brzegu tablicy to 10 mm. Rozmiar tablic rejestracyjnych to 110 mm × 520 mm lub 220 mm × 340 mm.
Numer na tablicy rejestracyjnej pozostaje ten sam do czasu wyrejestrowania pojazdu, nawet jeśli pojazd zmienił właściciela na mieszkającego w innym hrabstwie.

## Obecne oznaczenia kodowe pojazdów w Irlandii
| Kod rej. hrabstwa/miasta | Nazwa ang. hrabstwa/miasta | Nazwa irl. hrabstwa/miasta |
| ------------------------ | -------------------------- | -------------------------- |
| C                        | Cork                       | Corcaigh                   |
| CE                       | Clare                      | An Chlár                   |
| CN                       | Cavan                      | An Cabhán                  |
| CW                       | Carlow                     | Ceatharlach                |
| D                        | Dublin                     | Baile Átha Cliath          |
| DL                       | Donegal                    | Dún na nGall               |
| G                        | Galway                     | Gaillimh                   |
| KE                       | Kildare                    | Cill Dara                  |
| KK                       | Kilkenny                   | Cill Chainnigh             |
| KY                       | Kerry                      | Ciarraí                    |
| L                        | Limerick City              | Cathair Luimnigh           |
| LD                       | Longford                   | An Longfort                |
| LH                       | Louth                      | An Lú                      |
| LK                       | Hrabstwo Limerick          | Luimneach                  |
| LM                       | Leitrim                    | Liatroim                   |
| LS                       | Laois                      | Laoise                     |
| MH                       | Meath                      | An Mhí                     |
| MN                       | Monaghan                   | Muineachán                 |
| MO                       | Mayo                       | Maigh Eo                   |
| OY                       | Offaly                     | Uíbh Fhailí                |
| RN                       | Roscommon                  | Ros Comáin                 |
| SO                       | Sligo                      | Sligeach                   |
| T                        | Tipperary                  | Tiobraid Árann             |
| W                        | Waterford City             | Cathair Phort Láirge       |
| WD                       | Hrabstwo Waterford         | Port Láirge                |
| WH                       | Westmeath                  | An Iarmhí                  |
| WX                       | Wexford                    | Loch Garman                |
| WW                       | Wicklow                    | Cill Mhantáin              |

## Historia
Począwszy od roku 1903, na irlandzkich tablicach rejestracyjnych (tło czarne i srebrne znaki na przodzie oraz czerwone tło i czarne znaki z tyłu pojazdu) stosowany był porządek brytyjski: każde hrabstwo posiadało dwuliterowy kod na tablicach w formacie "CC SSSS", "LCC SSS", "SSSS CC", "SSS LCC" lub (stosowany obecnie w Irlandii Północnej) układ "LCC SSSS", gdzie CC było kodem hrabstwa, L – literą oznaczającą rok produkcji, a SSS/SSSS – sekwencją liczby cyfr większej niż 3 lub 4.
Od roku 1987 pojazdy rejestrowane na Irlandii były rejestrowane na zasadach brytyjskich, według których Irlandia posiadała wyróżnik w postaci liter Z lub I.

## Reguły dot. przyznawania numerów rejestracyjnych
- Pojazdy importowane z reguły posiadają numery oddające datę rejestracji w państwie pochodzenia, a nie rejestracji w Irlandii.
- Irlandzkie Siły Obronne (irl. Óglaigh na hÉireann, ang. The Irish Defence Forces), posiadają zastrzeżone srebrne znaki na czarnym tle.

### Rezerwacja numerów rejestracyjnych[2]
- Po przedstawieniu odpowiednich dokumentów i uiszczeniu opłaty w wysokości 1000€ (przed 7 października 2008 opłata wynosiła 315€), możliwe jest zarezerwowanie numeru rejestracyjnego.
- Wybrany numer musi odpowiadać miejscu zamieszkania rejestrującego pojazd (ang. licensing authority area) i odpowiadać rocznikowi rejestracji pojazdu, np. numer 09-D-2 może przysługiwać tylko osobie mieszkającej w Dublinie i rejestrującej pojazd zakupiony do rejestracji w roku 2009. Od roku 2013 do pierwszych dwóch cyfr oznaczających rok rejestracji dodano trzecią oznaczającą półrocze ('1' dla pierwszej połowy, '2' dla drugiej), np. numer 142-D-1001 oznacza 1001 pojazd zarejestrowany w drugiej połowie roku 2014 w Dublinie.
- Rejestrowany numer można umieścić na pojeździe dopiero po jego przyznaniu.
- Jeżeli rejestracja wybranego numeru zostanie anulowana przez rejestranta, nie będzie otrzymany zwrot opłaty rejestracyjnej.
- Rezerwacji numeru można dokonać wypełniając formularz VRT15A i dokonując opłaty dla Collector, Customs & Excise (przyjmowane są czeki).
- Począwszy od 1 października 2008 rozpatrywanie wniosku o wydanie specjalnego numeru rejestracyjnego rozpoczyna się w przeciągu czterech dni roboczych od otrzymania wniosku.
- Dostępny numer może być zarezerwowany do rejestracji poprzez wysłanie formularza faksem.
- Osoba rejestrująca jest informowana o przyznaniu numeru pocztą na formularzu VRT15N.
- Jeżeli rejestrowany numer nie został przyznany, wówczas rejestrujący otrzymuje zwrot kosztów rejestracji.
- Wyjątkami w rezerwowaniu numerów rejestracyjnych są miasta Cork, Dublin, Limerick i Waterford, gdzie pierwsze cyfry w numerze przysługują burmistrzom/naczelnikom (Mayor/Lord Mayor) ww. miast. Przykładowo, w roku 2008, Lord Mayor Cllr. Paddy Bourke (naczelnik Dublina) był upoważniony do uzyskania numeru 08-D-1 na oficjalnym pojeździe.
- Jeżeli rezerwowany numer jest sprzeczny z obowiązującym prawem, wówczas na osobę rejestrującą może być nałożona kara w wysokości 1265 €.
- Tablica rejestracyjna z zarezerwowanym numerem musi posiadać odpowiednie wymiary: 110 mm × 520 mm lub 220 mm × 340 mm.

## Standardy europejskie
Podstawowy format europejskiego oznakowania rejestracji pojazdów został przedstawiony w rozporządzeniu Komisji Europejskiej, które weszło w życie 11 listopada 1998. Rozporządzenie bazowało na regulacjach prawnych, odnoszących się m.in. do wyglądu tablic rejestracyjnych, zaproponowanych przez Irlandię w 1991 roku oraz w Niemczech, Portugalii i Włoszech.